# Орлов, Владимир Ефимович
Влади́мир Ефи́мович Орло́в (28 ноября 1936, Москва — 16 апреля 2005, Москва) — советский государственный деятель, последний министр финансов СССР.

## Биография
Родился 28 ноября 1936 года в Москве.
В 1955—1960 годах — студент Московского финансового института.
В 1960—1965 годах — экономист, старший экономист в Министерстве финансов РСФСР. В 1965—1986 годах — старший экономист, старший консультант, эксперт управления финансирования оборонных отраслей промышленности, начальник отдела управления финансирования промышленности, заместитель начальника управления, начальник управления финансирования тяжелой промышленности, начальник управления государственных доходов Министерства финансов СССР. Член КПСС с 1966 года.
В 1986—1990 годах — заместитель министра финансов СССР, в 1990—1991 годах — первый заместитель министра финансов СССР.
С 7 марта 1991 года — министр финансов СССР, освобождён от работы — 26 ноября 1991 года.
Умер 16 апреля 2005 года. Похоронен в Москве на Хованском кладбище (участок 3).

### Семья
- Отец — Ефим Павлович Орлов.
- Мать — Вера Алексеевна Муромская.
- Жена — Раиса Леонидовна Петропавловская.
  - Дети: Игорь; Владимир; Карина.

## Награды
- Орден «Знак Почёта»